# Atractus punctiventris
Atractus punctiventris — вид змій родини полозових (Colubridae). Ендемік Колумбії.

## Поширення і екологія
Atractus punctiventris відомі з типової місцевості, розташованої в районі Вільявісенсіо в департаменті Мета, на висоті 500 м над рівнем моря. Вони живуть в саванах льяносу.